# 大垣羽島道路
大垣羽島道路（おおがきはしまどうろ）とは岐阜県道18号大垣一宮線の揖斐川にかかる大垣大橋から長良川にかかる羽島大橋の間に存在した一般有料道路。
橋の建設および運営は日本道路公団が行い、道路整備は岐阜県が行っていた（安八町教育委員会発行「ふるさと安八町」より）。

## 概要
実際に料金が必要とされるのは大垣市と安八町を結ぶ大垣大橋と羽島市と安八町を結ぶ羽島大橋をわたるときのみで、安八町内のみを通る場合、料金所を通らないため料金は不要。料金所は大垣大橋、羽島大橋とも東詰に設置されていた。1963年（昭和38年）3月30日に供用し、1980年（昭和55年）10月31日に無料開放された。

## 料金
| 車両           | 大垣大橋、羽島大橋全線（円） | 大垣大橋または羽島大橋の どちらか一方（円） |
| -------------- | ---------------------------- | ------------------------------------------- |
| 普通車         | 180                          | 090                                         |
| 普通貨物       | 200                          | 100                                         |
| 小型乗用・貨物 | 100                          | 050                                         |
| 路線バス       | 300                          | 150                                         |
| 観光バス       | 350                          | 180                                         |
| 大型特殊       | 350                          | 180                                         |
| 小型二輪・特殊 | 040                          | 020                                         |
| 原付・軽自動車 | 030                          | 020                                         |
| 自転車         | 030                          | 010                                         |

※歩行者は全線無料